# 地震警報システム

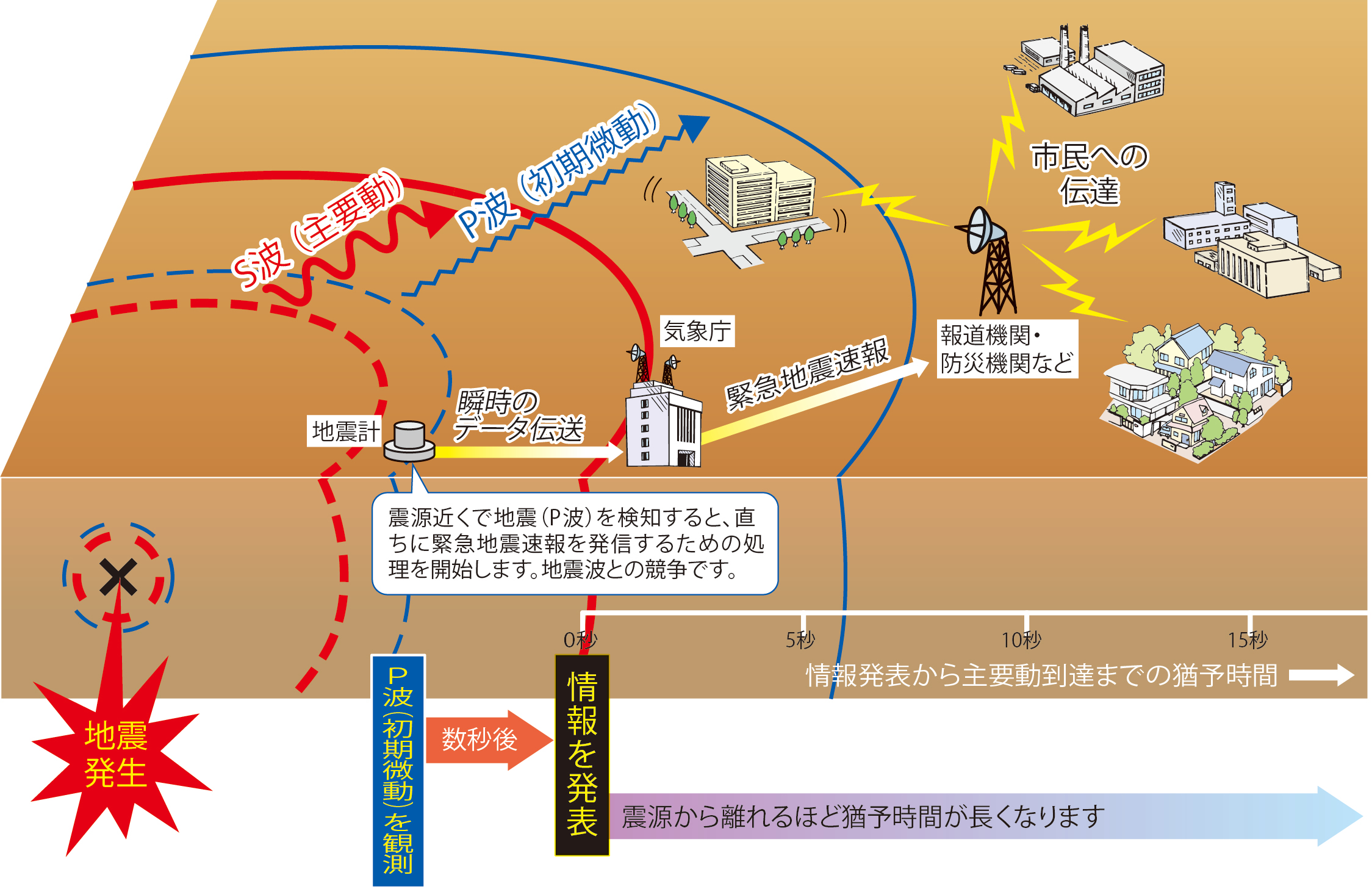
日本の気象庁による緊急地震速報の仕組み

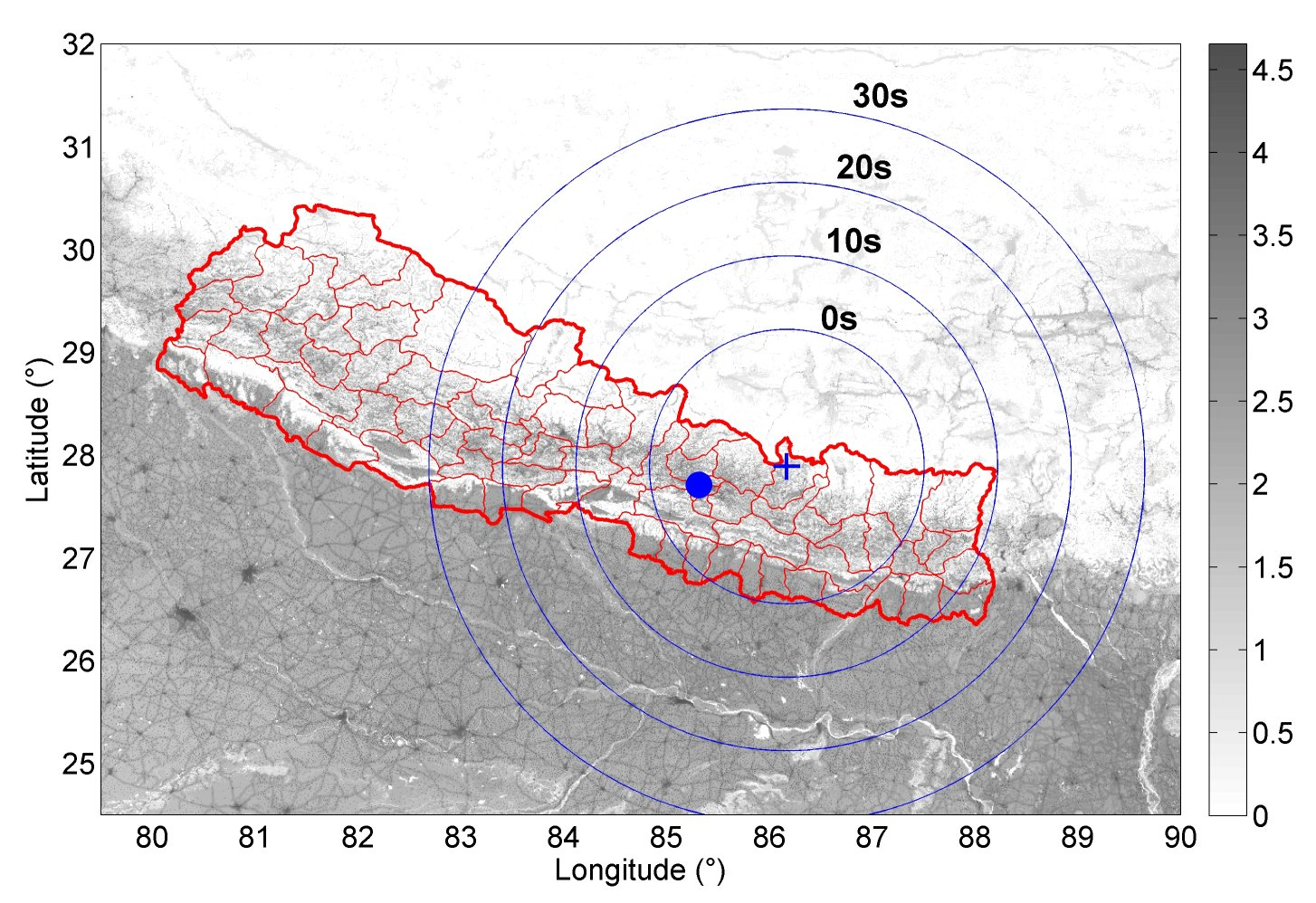
2015年5月のネパール地震（Mw7.3）における「地震ネットワーク」における警報の猶予時間の分布を示す同心円

地震警報システム（じしんけいほうシステム）とは、地震発生後、伝わっている最中の地震動を速やかに解析し、震源要素や揺れの分布を推定、その情報を警報などとして一般公衆に伝えたり、連動したインフラの制御に生かしたりして、被害を最小限に抑えるためのシステム。特に、地震波の僅かな初動部分からいち早く警報を発するよう改良されたものは地震早期警報システムとも呼ばれる。

## 概要
地震が起こると、特性の異なる数種類の地震波が周囲に広がることにより震動が発生する。地震のエネルギーの大半はS波や表面波として伝わり大きな揺れ（主要動）で被害を引き起こすが、S波は約4キロメートル毎秒程度と比較的ゆっくり伝わる。これに対してP波は約7キロメートル毎秒程度と速いが、引き起こすのは小さな揺れ（初期微動）である。このP波を観測し警報として素早く伝えることで、一定条件の下ではS波などによる大きな揺れに前もって備えることが可能となる。
警報によって生まれる猶予は、長い場合1分を超えるが、短くて数秒に過ぎない。それでも、いろいろなユーザー（防災関係者、電気、ガス、水道、通信、交通、報道、ひとりひとりの一般公衆）に伝え防災に役立てることが期待される。各々が安全確保動作（頭を守り、大きな家具からは離れ、丈夫な机の下などに隠れる = "Drop, Cover and Hold on"）を取ったり、危険な場所から離れたりして負傷・死亡のリスクを被害を軽減でき、また、高速の列車にブレーキを掛け事故のリスクを減らしたり、交通信号を制御して危険な橋やトンネルへの侵入を抑止したり、ガス管の弁を閉め火災を防いだりといった様々な対策が可能である。
一方、震源付近では間に合わないエリアが生じること、短い猶予時間でとれる対策が限られることなど、短所も挙げられる。また、精度の高いシステムにはコストが掛かり、普及の妨げになっている。
構造物の耐震化や地震時対応の強化などの事前防災、発生前に地震を予測する地震予知と並ぶ地震対策のひとつに位置付けられる。なお、自然災害では洪水、竜巻、雪崩、地すべりや土石流、津波などにも類似する早期警報システムがあって対比される。
原理自体は極めて単純であり、19世紀後半にはこれに類似したアイデアが既に存在していたが、実用に至ったのは20世紀半ば、1960年代の東海道新幹線の自動停止技術である。一般公衆に知らせるシステムはさらにその後で、1993年、メキシコで首都メキシコシティを対象としたSAS、2007年に日本で全土を対象にする緊急地震速報が開始した。その後も地震リスクの大きいいくつかの国や地域で試験運用を経て稼動している。

## 技術
地震警報システムの動作は次のようなステップに分類できる。
1. 地震を検出、震源位置を推定
2. 地震の規模を推定
3. 揺れの大きさを推定
4. これらの情報から警報を発するかを判断し、また深刻度に応じて伝達手段を選ぶ

また、観測点の配置によりいくつかに分類できる。広域型（地域型, regional）は対象の地域に多数の観測点を配置して震源から離れたエリアに警報を届けられるようにしたもの。広域型はさらに、観測点をばらばらに分散配置するタイプと、地震リスクの高い断層周辺などに集中配置するタイプに分けられる。現地型（on-site）は対象の地域の直下で起こる地震を捉えるために個々の観測点ごとにスピードを重視して警報を発するもの。また複合型は、現地型の警報の情報源に広域型システムが推定した震源位置・規模も併用することで補完し合う。
震源位置
"ElarmS"（アメリカ、チリなど）、"eBEAR"（台湾）、中国北京のシステムは単一の観測点でそれぞれ震源位置を算出するタイプ。日本の緊急地震速報、"Virtual Seismologist"（アメリカ、スイスなど）、"PRESTo"（イタリア）は複数の観測点のデータを統合して震源位置を算出するタイプ。前者は計算が簡易だが位置推定の精度は落ちる。後者は点源アルゴリズムによる計算を要し、PRESToでは確率密度関数、Virtual Seismologistではベイズ推定、緊急地震速報ではグリッドサーチ法などを用いる。"G-FAST"（アメリカ、チリ）はGPSの静的オフセットの値、"FinDER"（アメリカ、スイスなど）は画像認識技術を応用し、特定の断層を想定した上で地震動の分布から震源位置を推定する。ユレダス（日本）、EDAS-MAS（中国）はP波初動振幅などを変数とする経験式を用いる。アルゴリズムを用いるタイプでは様々な機械学習の活用により精度を上げる可能性がある。
規模推定
規模（マグニチュード）の推定は、規模とP波初動の回帰式が基本であり広く用いられる。規模が大きくなるとP波振幅は飽和する性質があるため、後続の波形も計算に組み入れる方式がある。前者はElarmS、Virtual Seismologist、eBEAR、"REWS"（ルーマニア）、"KEEWS"（韓国）、北京のシステム、南イベリアのシステム（スペイン）。後者はPRESTo、"SASMEX"（メキシコ）、緊急地震速報で用いる。特定の断層を想定するG-FAST、G-larmS（アメリカ）、BEFORES（アメリカ）、REGARD（日本・国土地理院）はGPSの静的オフセットの値、FinDERは断層破壊時間の関係式を用いる。ユレダス、EDAS-MAS、"OnSite"（アメリカ）は迅速性を重視して単一観測点のデータから推定する。
地震動推定
位置と規模のデータから、表面最大加速度（PGA）や表面最大速度（PGV）、それに従う震度階級の分布を算出する。多くのシステムでは揺れの大きさと震源距離の経験的関係を示す地震動モデル（GMM : Ground-Motion Model）を用いる。広域型のElarmS、FinDER、緊急地震速報のPLUM法では複数の観測点のデータを補間する手法が用いられる。現地型の"PRESTo Plus"（イタリア）、OnSiteなどではP波初動から推定するが精度は落ちる。
警報の基準
各システムは、マグニチュードの値や地震動（PGA, PGV）・震度階級、これらの組み合わせの予測値が基準（しきい値）を超える場合を基準にしている。SASMEX、KEEWS、EDAS-MAS、北京のシステムはマグニチュード。OnSite、PRESTo、Virtual Seismologist、コンパクトユレダス（日本）、IEEWS（トルコ）はPGA。ElarmS、PRESToPlus、緊急地震速報、eBEAR、REWSはPGVまたは震度階級。P波初動を用いるユレダスはマグニチュードと震央距離が基準だった。異なるアプローチとして、再帰的に被害推定の大きさ、例えば揺れの大きさの関係から求められる橋の損傷の臨界値やエレベーターへの閉じ込め発生率などを提案する論文もいくつかある。

## 課題
震源のごく近くでは、警報が間に合わないゾーン（グレーゾーン、ブラインドゾーン）が発生してしまう。建物や設備の耐震性が高い環境でこそ有効に機能するという指摘もある。
日常の中で突然発表される警報の際に自分の安全を確保するためには、訓練を行うことが有効とされる。また頑丈な建物内ではその場で安全確保行動を取ることが推奨されるが、これは建物の耐震性が高いことや家具の固定が行われていることが前提である。そうでない場所、例えば耐震性の低い建物では前記のような行動はかえって危険で屋外への避難のほうが有効という場合もある。
地震の揺れが続いている中リアルタイムに計算を行う予測は不確実性を伴う。ふつう警報の地震動などの基準（しきい値）は、見逃しを減らすために被害が予想される値よりも低く設定される。これによる空振りや誤警報が増えると、情報を受け取る側にとっての警報の価値が低下する。また、誤警報による経済活動の中断などの損失が強く意識されると、警報の価値が低下してしまう。そのため、地震被害のリスクを前もって具体的に示しておくことが有用とされる。他方、誤警報や見逃しに対する利用者の許容度を定量的に評価するための研究も行われている。
海域の観測は有効と考えられるが、海底ケーブルを必要とするため陸上よりもコストが高く、展開されているのは日本近海など一部に限られる。
地震の検知から警報発出までの間の遅延は、観測網の密度の大小に依存する部分が大きいことが知られるようになっている。観測所の精度が高い地震計と併せて、ロサンゼルスや台湾ではコストが地震計の数分の1とされるMEMSが観測ネットワークを補う。また、よりコストが低いスマートフォンのセンサを用いたシステムが開発途上にある。

## 一般公衆向けの主なシステム

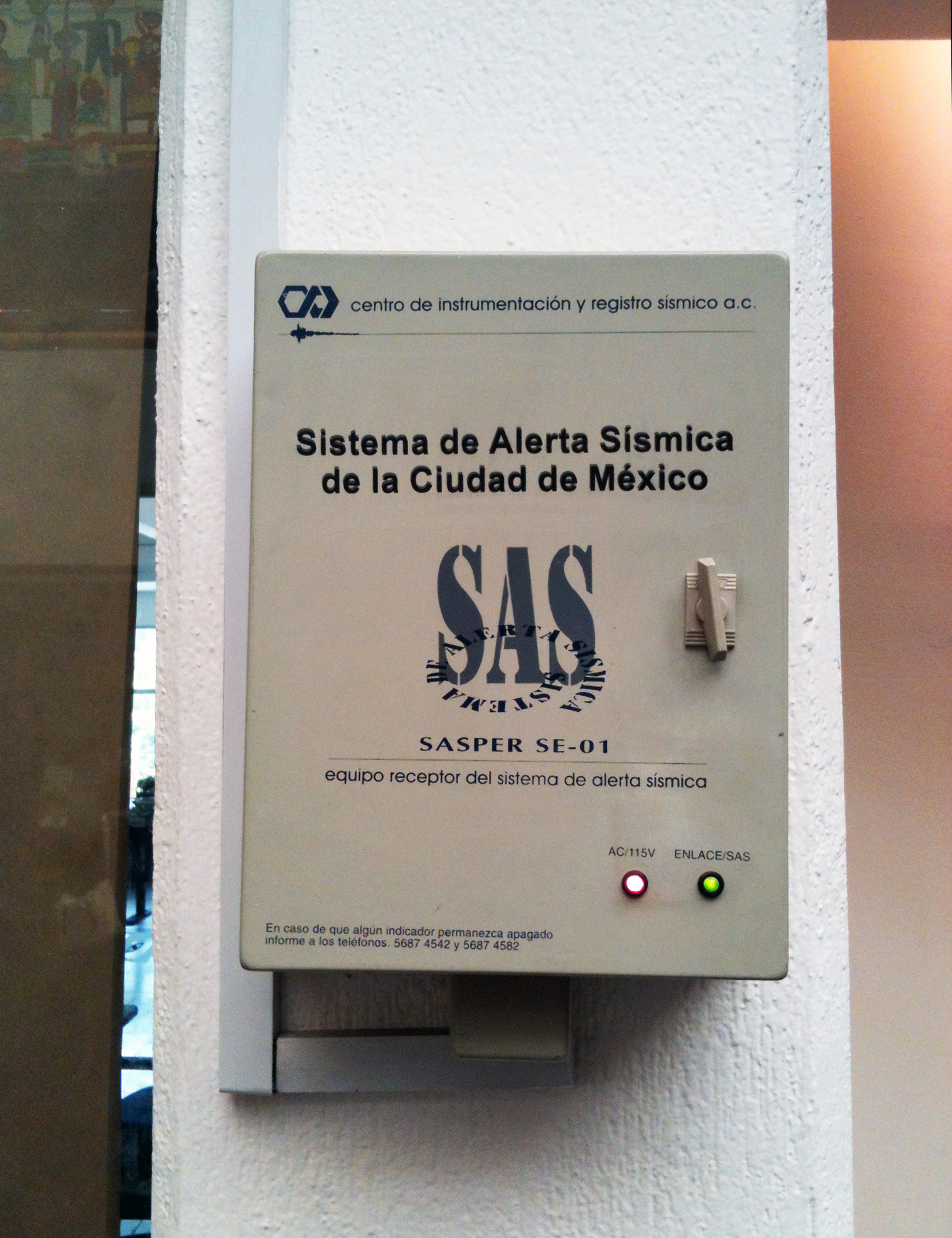
メキシコのSASの端末

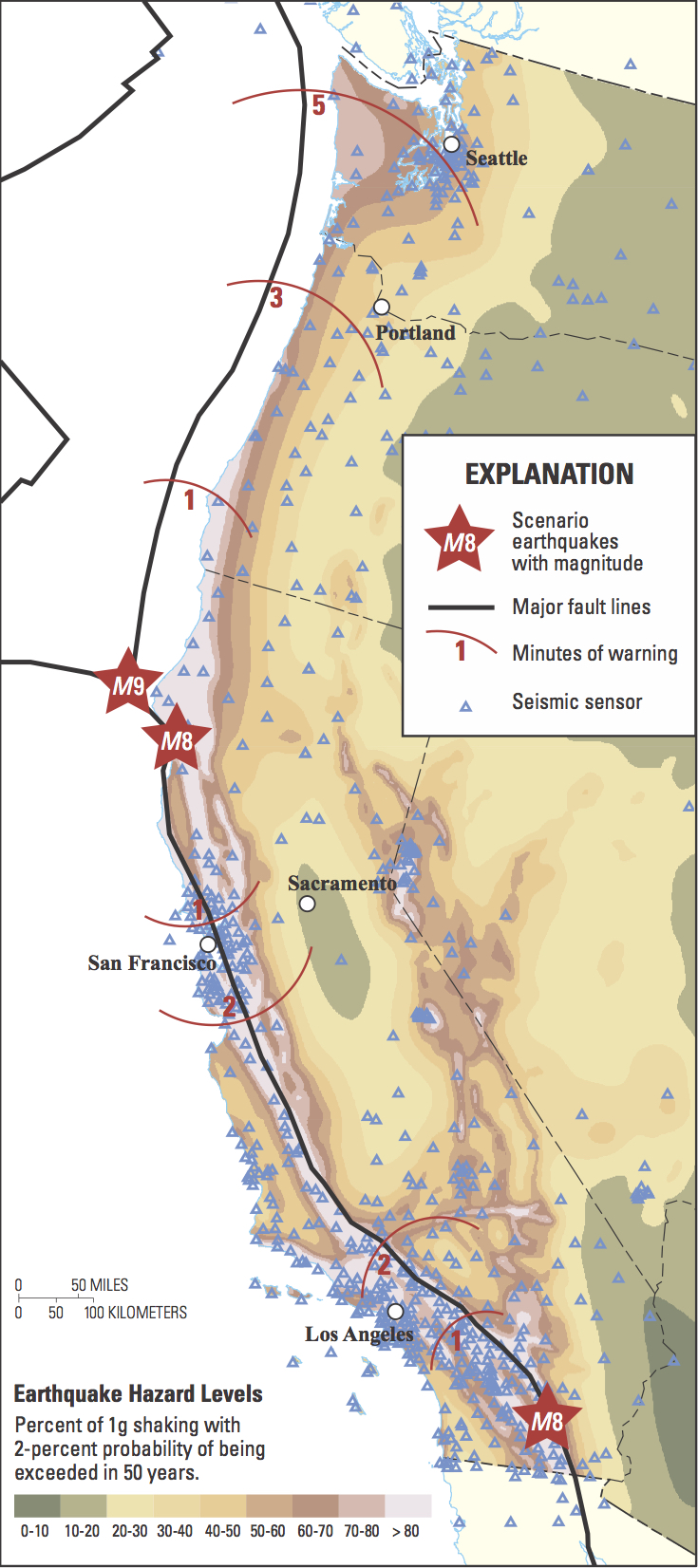
アメリカ西海岸のShakeAlertの説明図。観測網はロサンゼルス、サンフランシスコ、シアトルの大都市周辺で高密度になっている。

一般公衆向けの地震警報システムは、日本のほか、アメリカ（西海岸）、イタリア、スイス、台湾、中国、トルコ、チリ、ニカラグア、ルーマニアなどで運用されている。

### 日本
緊急地震速報
日本全域を対象に気象庁が発表する地震動の警報・予報。予想震度5弱以上の場合に震度4以上の地域を発表する一般向けが2007年10月に開始。テレビ放送や携帯電話への通知、全国瞬時警報システム（Jアラート）経由の広報スピーカーなどで広く周知される。主に陸上、一部は海底にも分布する、気象庁の約690か所および防災科学技術研究所の約1,000か所の地震計のデータを利用し、初動のP波から地震の震源や規模を推定する。
気象庁の資料をもとに各地点の地震動や到達時刻を計算して付加価値を付けたり、独自に開発した端末を利用したりする「地震動の予報業務」は気象業務法が規制する許可事業であり、要件を満たした許可事業者にのみ認めている。ただし、気象庁や許可事業者の提供情報（時刻・震源・規模）をそのまま配信するものはその対象外。なお一定の質を保つためにガイドラインが定められており、任意加入の緊急地震速報利用者協議会も組織されている。

### メキシコ
メキシコ地震警報システム（SASMEX）
メキシコ中部と南部の一部を対象に、公衆向けに地震動の警報を行う。テレビ・ラジオ放送、小学校などに設置された専用受信機のほか、首都メキシコシティでは街灯のスピーカーによるアラーム発信が行われている。

### チリ
2020年から北部で地震警報システムが運用されており、テレビ放送も行われている。2010年から試験運用と観測網拡大が行われていた。

### アメリカ
ShakeAlert
カリフォルニア州・オレゴン州・ワシントン州の西海岸3州・約5千万人を対象地域として本運用中（2023年時点）。マグニチュード5以上の地震で携帯電話に通知され、アプリをダウンロードすればマグニチュード4.5以上でも通知される。
2006年に発足したカリフォルニア統合地震観測網（California Integrated Seismic Network, CISN）のデータを利用してアメリカ地質調査所（USGS）と大学・民間組織による開発が行われ、2012年にカリフォルニアで実証実験を開始。2018年にカリフォルニアで本運用の準備が完了、翌2019年ロサンゼルス郡でアプリケーションでの提供を開始して以降拡大され、2021年3月にオレゴン、同年5月にはワシントンに拡大した。鉄道ではベイエリア高速鉄道やメトロリンクなどで運行制御に利用されており、道路・港湾・空港などの事業者も参加している。

### 台湾
強震即時警報
台湾の中央気象局が、台湾全域を対象に2014年より運用を開始。

### 中国
ICL地震早期警報技術システム
中国の地震早期警戒システムで、成都ハイテク防災研究所によって開発された。2012年より順次運用を開始し、2016年時点で人口の90%をカバーしている。
全国地震強度速報と早期警報プロジェクト
全土での早期警報システムの構築を目指して開発が進められている、中華人民共和国の国家プロジェクト。ICL地震早期警報技術システムも利用されている。

### その他
- 地震早期警報（朝鮮語版） - 大韓民国気象庁が全土を対象に提供する早期警報システム。携帯電話への通知が行われる[5]。朝鮮半島での地震のほかに、距離が近い日本の九州地方の大規模な地震も検知対象にしている。
- トルコでは、イスタンブールで地震検知の警報を受けてガス供給や海底鉄道トンネルマルマライの運行が制御される（2018年時点）[5]。
- REWS（Rapid Earthquake Early Warning） - ルーマニアの地震早期警報システム。2013年に運用開始。首都ブカレスト周辺が対象で、原子力施設や橋の交通制限に連動するほか、情報は配信を行う企業を経由して市民にも提供されている（2018年時点）[5][24]。
- TRUAA - イスラエルの地震早期警報システム。2014年に試験運用、2022年に本運用開始[25]。
- イタリアでは、南部ナポリ周辺で試験運用が行われている（2018年時点）[5]。
- スイスでは、全土に展開した高精度地震計を利用して試験運用が行われている（2018年時点）[5]。
- エルサルバドル、グアテマラ、コスタリカ、ニカラグアでは、データを相互に活用するため「ATTAC」という共通システムに統合し試験運用が行われている。ニカラグアでは2021年に部分的に市民向け提供が開始。また4か国では日本の協力により緊急警報放送を現地仕様に合わせたEWBS(Emergency Warning Broadcast System)のテレビ放送への導入が試行され、その中で地震早期警報も伝達される計画[5][26][27]。
- インドでは、北部ウッタラーカンド州でインド工科大学により断層周辺に観測網が展開され警報を提供している（2018年時点）[5]。

### 国際
先行する緊急地震速報システムに採用されている高感度の地震計は高価であり、地震リスクが高い低所得国では普及に課題がある。そのため、精度は下がるものの低価格のセンサの設置を進めて観測網を展開する試みや、すでに普及しているスマートフォンのセンサなどを利用する試みがいくつか行われている。
地震ネットワーク
スマートフォンの加速度センサーを利用して地球規模での地震警報を行う、クラウドソーシングによる研究プロジェクト。イタリアのベルガモ大学のFrancesco Finazziが主導し、2013年より運用を開始。
OpenEEW
オープンソースのソフトウェアで構成される地震警報システムで、Linux FoundationやIBMの支援を受けてソフトウェア企業Grilloが行う。低価格センサと機械学習を利用したシステムで、メキシコやチリで運用されているほか、ハイチ南部では2022年にセンサ網構築を終える計画。
Android Earthquake Alerts System
GoogleがAndroid搭載スマートフォンのセンサを利用して地震を検出し警報を通知するシステムで、いくつかの国で構築を開始。2021年にニュージーランド、ギリシャ、トルコ、フィリピン、カザフスタン、キルギス、タジキスタン、トルクメニスタン、ウズベキスタンで、2022年にパキスタンで開始されている。
2015年に採択された国連加盟国による仙台防災枠組は災害の早期警報システムの可用性とアクセス性を高める目標を掲げており、ユネスコは地震早期警報システムに関する国際プラットフォーム（IP-EEWS）を設立、先行的取り組みを行う各国の研究機関が参加して科学的な協力を支援している。

## 業務向けの主なシステム
以下は一般公衆向けのいわゆる「警報」とは性格が異なるが、開発史が一部重なり技術的にも関連する。地震動の初期段階で稼働すること（早期警報）に重きを置く制御システム、地震動が終わるまでの観測データから地震の様相を早期に推定する（直後情報）目的の情報システム、両者の複合的なシステムがある。
日本の鉄道事業では、すべての新幹線路線のほか主なJR在来線や一部私鉄で、開発事業者と協力して各自で地震計網を構築し、沿線の地震動の監視と遠方の地震予測を組み合わせて列車の自動停止などを行うシステムを採用している（早期地震警報システム）。例として、東海道新幹線ではTERRA-S、JR東日本の在来線ではPreDAS、東京メトロではFREQLなど。緊急地震速報を利用している事業者もある。
インフラ事業者の中には被害を早期に推定して対応に生かすシステムを運用するものがある。例として東京ガスは自前の地震計網を有しSIGNAL（シグナル）とSUPREME（シュープリーム）により被害推定、機器制御を行う。
政府・行政が災害応急対策のために運用するものがある。日本の内閣府は地震後の被害推定を行う地震被害早期評価システム（EES）を構築している。自治体の例では、横浜市は自前の地震計150か所のデータから揺れ・液状化・建物倒壊率の推計を算出して対応に生かすシステムを1998年に導入した。専門機関の防災科学技術研究所は地震計データから震度分布と遭遇人口などを算出するJ-RISQ地震速報を公表している。アメリカでは地質調査所がPAGER（Prompt Assessment of Global Earthquakes for Response）を運用しており、発生から30分以内に、死者数・被害額と災害の深刻度レベルを算出する。これは全世界の地震が対象。
日本では都市ガス・プロパンガスともに、各家庭のガスメーターは一定以上の揺れを検知すると自動で遮断する機能が標準となっている。エレベーターでは地震を感知して最寄り階に停止する機能が設置時の標準となっている。産業分野においては、原子力発電所では地下の地震計で強い揺れを検知すると制御棒を挿入して自動停止する。他にも感震計を用いた制御の例は多岐に亘る。

## 開発の歴史
考案
地震波の速度に限りがあるという性質は19世紀後半の地震学では既に知られていて、低速の地震波と高速の電気信号の速度差を利用した警報システムのアイデアは既に存在していた。例えば、アメリカのクーパー（J.D.Cooper）は1868年、カリフォルニア州郊外部のホリスターに地震計を置いて監視し電信を用いて大都市サンフランシスコに伝えるアイデアを発表している。しかし、実用化に必要な地震波の解析技術や伝達技術がまだ無かった。
そのしばらく後、日本でも同種のアイデアが見出されるようになった。1972年、伯野元彦らは海底の地震計から波形を収集して都市に警報を発する「10秒前大地震警報システム」を考案している。こうしたアイデアは20世紀終盤に入り、情報通信技術の発達と地震研究の進展を背景にしてシステムの開発が行われることになる。
S波警報
まず実用化されたのがS波（主要動）を検知する方式である。1965年に日本の国鉄が東海道新幹線全線に導入した対震列車防護装置は、世界で最初に地震の検知を自動的に制御に結び付けるシステムとなった。この方式は検知から大きな揺れまでの猶予時間が短く改良の余地があった。
S波検知は各国で開発が行われている。アメリカでは、金森博雄が充実した観測網による検知で地震被害を早期把握し即応的な緊急事態管理に役立てるリアルタイム地震学を提唱。カリフォルニア州において、金森が所属するカリフォルニア工科大学（Caltech）やアメリカ地質調査所（USGS）が中心となって、高精度デジタル地震計網を利用して数分以内に震源要素（震源、時刻、規模など）を算出するCUBEシステムの開発を1990年に開始。当初の提供先はインフラ事業者数社だったが、順次拡大された。1993年にはその地震情報をカリフォルニア中部に広く速報するREDIが開発され、1994年には2つが統合され対象地域をカリフォルニア全域に広げる。更に震度分布図を即時に作成するShakeMapの提供が始まる。
一方、メキシコでは1985年メキシコ地震の教訓から中央アメリカ海溝で発生した海溝型の大地震を常時観測して内陸の首都メキシコシティに警報を発するシステムが研究され、1993年には一般公衆向けとしては世界初となる地震警報システム（SAS）の運用が開始される（現在のSASMEX）。
P波警報
一方、猶予時間が伸びるP波（初期微動）検知を目指した開発が行われる。鉄道技術研究所（現：鉄道総合技術研究所）は東北新幹線（1982年開業）向けに開発を行っていたが間に合わず、1991年に東海道新幹線の一部区間に導入（1992年に全線導入）したユレダスにより実用化された。
主に被害範囲が広い海溝型地震に対応して開発されたのがユレダスである一方、1995年に起きた兵庫県南部地震（阪神・淡路大震災）は日本の直下型地震対策の見直しの大きな契機となった。高感度地震観測網（Hi-net）の高感度地震計の設置が始まり、防災科学技術研究所はこれを利用した「リアルタイム地震情報」、それとは別に気象庁も「ナウキャスト地震情報」の研究を開始。両プロジェクトは統合され、一般公衆向けにP波検知を実用化した「緊急地震速報」となり、2004年に試験運用を開始、2007年10月には全国で正式運用を開始した。国内全域を対象とするシステムとしては世界初となった。

## 実用例
- 新潟県中越地震（2004年）の際の新幹線停止（上越新幹線脱線事故）

P波が検出された後、1秒で警報を出し、200km/hで進行中の新幹線に緊急ブレーキをかけた。結果的に脱線をしてしまったが、早期警報システムは計画通りに動いた。
- 東日本大震災（2011年）の際の新幹線停止

東北新幹線では架線が倒壊するなどの大きな被害を受け1ヶ月以上運休することとなったが、地震警報システムにより営業列車の脱線は1両も起こらず、死者・負傷者は出なかった。JR東日本は、当時270km/h前後に達していた5本を含む計18本が営業運転中だったが、最初の揺れが到達する約10秒前、最も強い揺れが到達する約70秒前には緊急警報が発せられ、揺れが来る前には30〜170km/h程度減速し、安全に停車できたとしている。

## 研究中の技術
地震波より早く光速で伝わる重力の摂動が、地震発生時の地殻密度の変化に伴い発生することが2010年代半ばに分かっており、prompt elastogravity signals（PEGS、即時弾性重力シグナル）と呼ばれている。しかし、広帯域地震計でもごく僅かな値であり、ノイズとの区別や、マグニチュード8以上とされる検出限界を下げることが課題とされる。東京大学では宇宙物理学と地震学の研究者が高感度の重力勾配計の開発を行っており、実用化され観測網が展開された場合は警報を現状より10秒程度早くできる可能性があるという。